# Kinas härad
Härad (kinesiska: 县?, pinyin: xiàn), ibland översatt med "län", är en kommun som lyder under en större stad eller ort som har status som prefektur i Folkrepubliken Kina. Häradet befinner sig på den tredje nivån i den kinesiska administrativa hierarkin. Härader på landsbygden fungerar som landskommuner medan härader som urbaniserats ofta ombildats till stadskommuner på häradsnivå. Många stadsdistrikt i storstäderna har samma administrativa status som härad.
Ett härad indelas i kommuner på den fjärde nivån, sockennivån. Dessa benämns, beroende på urbaniseringsgrad, för socknar (xiang), köpingar (zhen) eller stadsdelsdistrikt (jiedao).

## Historisk bakgrund
Häradet var tidigare den lägsta administrativa nivån i Kina och hade som regel en muromgärdad huvudort, där häradshövdingen (kinesiska: 县令?, pinyin: xiànlìng) residerade i sitt kansli (yamen). Häradshövdingen hade ansvar för förvaltning, skatteuppbörd, rättskipning och infrastruktur. Häradshövdingarna rekryterades bland de män som tagit examina i det kejserliga examensväsendet och utsågs direkt av centralmakten. De fick inte tjänstgöra i sin hemprovins och roterades mellan olika ämbeten med jämna mellanrum. Under häradena fanns det ingen formell administrativ struktur utan myndigheterna styrde genom informella lokala sammanslutningar.

## Härad i dagens Kina
Häradet bibehölls som förvaltningsenhet efter Folkrepubliken Kinas upprättande, och till skillnad från Sovjetunionen, där staten skapade helt nya städer, föredrog Kinas kommunistiska parti att omvandla existerande häradssäten och orter till nya storstäder.
Idag fungerar häradet som en landskommun och kan omfatta flera hundratusen invånare. År 2001 fanns det 2461 härader,  varav många kunde spåra sina ursprung tillbaka flera tusen år.
Sedan 1990-talet har det varit en statlig prioritet att främja urbanisering och som ett led i denna politik har många häraden ombildats till stadskommuner eller "städer på häradsnivå" (kinesiska: 县级市?, pinyin: xiànjíshì). 2001 fanns det 393 sådana städer. Stadsdelar i större städer räknas ofta som stadsdistrikt på häradsnivå. Sammanlagt fanns det 2861 orter på häradsnivå år 2001.
Dessutom finns det en rad andra typer av härad som baner (eller fänikor) i Inre Mongoliet och autonoma härad för olika etniska grupper. I Tibet kallas häradet för dzong, vilket betyder "fort" och går tillbaka på en gammal administrativ enhet i det gamla Tibet före 1959. Det finns också olika typer av särskilda områden på häradsnivå, som skogsdistrikt.
Även i Republiken Kina på Taiwan har häradet bevarats som förvaltningsenhet, men dessa fyller delvis en annan funktion än på fastlandet.

### Subprefekturer
Städer på subprefekturnivå (kinesiska: 副地级市?, pinyin: fùdìjíshì) är en inofficiell beteckning på vissa städer på häradsnivå som oftast lyder direkt under provinsregeringen. Anledningen till den annorlunda benämningen är att kadrerna som arbetar i städer på subprefekturnivå rankas en halv nivå högre och har större befogenheter än kadrer som arbetar i orter på häradsnivå.
Exempel på städer på subprefekturnivå är Jiyuan (i Henan), Xiantao, Qianjiang och Tianmen (Hubei), Manzhouli (Inre Mongoliet), Shihezi, Tumshuq, Aral, and Wujiaqu (Xinjiang).

## Lista över kommuntyper på häradsnivå
- härad
- autonomt härad
- stad på subprefekturnivå
- stad på häradsnivå
- stadsdistrikt
- banér
- autonomt banér
- skogsbruksdistrikt
- särskilt distrikt